# Шостак Анна Володимирівна
Анна Володимирівна Шостак (…) — українська дзюдоїстка з вадами слуху, майстер спорту міжнародного класу з боротьби дзюдо (2009), член дефлімпійської збірної команди України з дзюдо, триразова золота чемпіонка Літніх Дефлімпійських ігор (2013, Болгарія; 2017, Туреччина; 2022, Бразилія), дворазова золота призерка чемпіонатів світу серед спортсменів з вадами слуху (2012, Венесуела; 2021, Франція).

## Спортивна кар'єра
Анна Шостак народилася у м. Ромни на Сумщині. Спортом почала займатися у відділенні дзюдо Роменської дитячо-юнацької спортивної школи.
В складі збірної команди України Анна Шостак успішно дебютувала у вересні 2009 року. На ХХІ літніх Дефлімпійських іграх серед спортсменів із вадами слуху у Тайвані вона зайняла друге місце у боротьбі дзюдо (вагова категорія до 52 кг) і завоювала срібну медаль. Ані було присвоєно звання майстра спорту України міжнародного класу з боротьби дзюдо та вручено Президентом України Віктором Ющенком орден «За мужність» ІІІ ступеня.
На наступних Дефлімпійських іграх у Анни Шостак незмінне перше місце в особистому заліку у боротьбі дзюдо (вагова категорія до 52 кг) та золоті медалі:
- XXII Літні Дефлімпійські ігри 2013 року в м. Софія в Болгарії;
- XXIII Літні Дефлімпійські ігри 2017 року в Самсуні (Туреччина);
- XXIV Літні Дефлімпійські ігри 2021 року, які тривали у травні 2022 року в бразильському місті Кашіас-ду-Сул[2][3].

Також на Дефолімпіаді-2021 крім особистої медалі Анна Шостак стала також й чемпіонкою у складі збірної України із дзюдо. Крім неї медаль вибороли: Авдєєва Катерина, Колеснікова Валерія, Кравченко Оксана, Погорєлова Марина та Шепелюк Катерина.

## Нагороди
- орден «За мужність» I ступеня (2017) — за досягнення високих спортивних результатів на ХХІІІ літніх Дефлімпійських іграх 2017 року в місті Самсун (Турецька Республіка), виявлені мужність, самовідданість та волю до перемоги, утвердження міжнародного авторитету України;
- орден «За мужність» II ступеня (2013) — за досягнення високих спортивних результатів на ХХІІ літніх Дефлімпійських іграх у м. Софії, виявлені мужність, самовідданість та волю до перемоги, піднесення міжнародного авторитету України;
- орден «За мужність» III ступеня (2009) — за досягнення високих спортивних результатів на XXI літніх Дефлімпійських іграх у Тайпеї (Тайвань), виявлені мужність, самовідданість і волю до перемоги, піднесення міжнародного авторитету України;